# Lemyrea marojejyensis
Lemyrea marojejyensis là một loài thực vật có hoa trong họ Thiến thảo. Loài này được J.R.Stone & A.P.Davis mô tả khoa học đầu tiên năm 2004.